# 指揮官
指揮官（しきかん、commanding officer）は、おもに軍隊・警察などで部隊を指揮する任務を負う者。
一般的に司令部の命令にもとづいて部隊を現場で直接指揮する任務に当たる者を指す。「指揮官」とは、特定の役職・官名を指すものでない。平時なら「部隊長=指揮官」であるが、戦死・殉職、戦線離脱、部隊の分断・離散、その他あらゆる理由で指揮官が欠ける事態が想定されるので、そのような場合には、その現場に存在する最上位（階級・先任）者が臨時で指揮権を行使して指揮を執ることとなる。
特に軍隊では、階級が高いほど指揮官としての任務につく可能性も高まり、将校（士官）、或いは分隊などを率いる下士官が、その任にあたる。警察や消防などでも同様であり、管理職や部隊長の任にある者、高位の階級にある者が、その任にあたる。
比喩として、企業の経営者や管理職、スポーツチームの監督などを指して用いる場合がある。